# Peresi Tájház

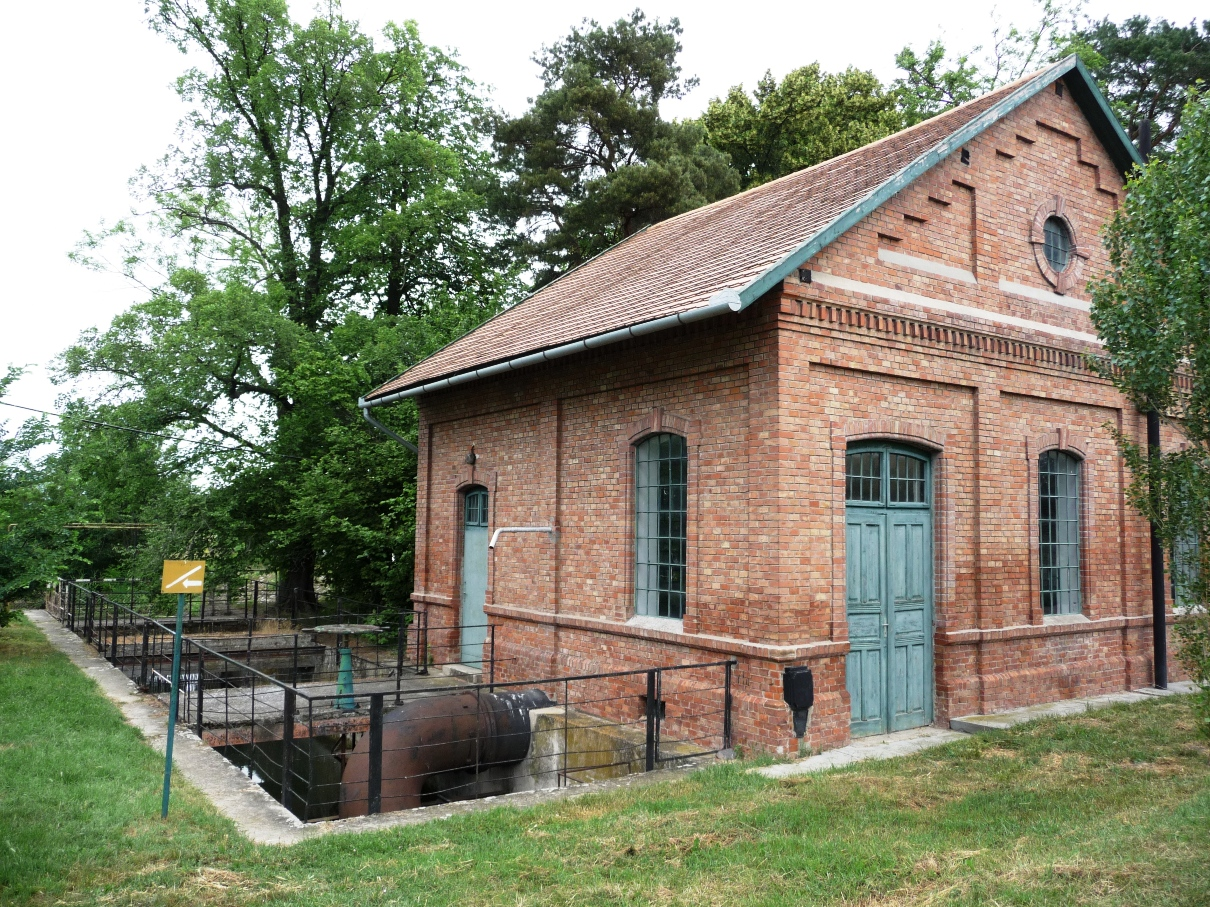
A tájház épülete, az egykori szivattyútelep, 1904-ből

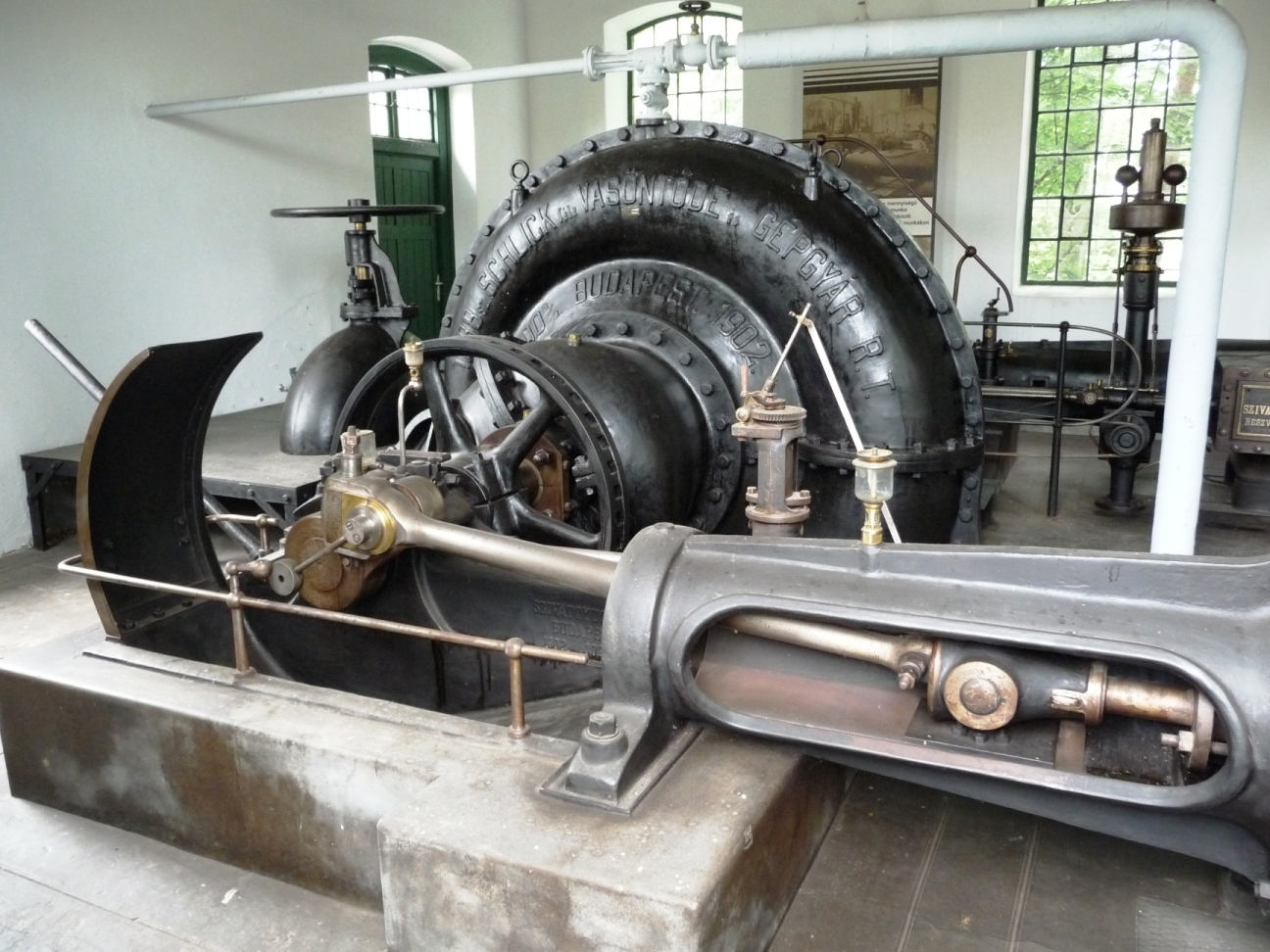
A szivattyútelep 1902-ben készült gőzgépe

A mezőtúri Peresi Tájház, más néven a Körös-völgyi Természetvédelmi Terület Bemutatóháza a Hármas-Körös egyik holtága, a Peresi-holtág mellett áll.
Az épületet 1904-ben szivattyútelep számára építették. Két helyisége van, a kazánház és a gépterem. 27 méter magas kéményét 1970-ben lebontották. A gépterem berendezése a gőzgéppel és a körszivattyúval eredeti állapotában tekinthető meg. A kazánházban rendezték be a Körösök vidékének élővilágát bemutató kiállítást, ahol nem csak a ma élő növényeket és állatokat mutatják be a látogatóknak, hanem a már kihaltakat is.

## Külső hivatkozás
- A Peres